# Philine intricata
Philine intricata is een slakkensoort uit de familie van de Philinidae. De wetenschappelijke naam van de soort is voor het eerst geldig gepubliceerd in 1875 door Monterosato.